# Доммельданж
49°38′06″ пн. ш. 6°08′16″ сх. д. / 49.635061111111° пн. ш. 6.1377388888889° сх. д.
Доммельданж (люксемб. Dummeldeng, фр. Dommeldange, нім. Dommeldingen) — район міста Люксембурга, столиці Великого герцогства Люксембург. Розташований на півночі міста. До 1920 року був окремим містом в складі комуни Иш. В минулому був одним з центрів чорної металургії країни. Населення 2671 особу, з яких 29,31 % люксембуржці, 70,69 % — іноземці (2019). Площа 235,6 га. Залізнична станція.

## Історія
Домельданж протягом століть був окремим населеним пунктом на півночі від міста Люксембург. У 19 столітті він входив до складу комуни Иш, центром якої було містечко Иш. У 1920 році Домельданж ввійшов до складу міста Люксембург.
Історія Домельданжу тісно пов'язана з виробництвом заліза. Перші доменна піч і кричне горно тут стали до ладу у 1609 році і з тієї пори Доммельданж майже безперервно залишався важливим центром металургії країни аж до 1980-х років.:4 З 1777 року місцева гамарня належала родині Колларт, яка жила в замку, побудованому у 17 столітті і який існує і сьогодні. Це підприємство припинило роботу в середині 19 століття. Відкриття в 1862 році залізничної лінії Люксембург-Еттельбрюк зі станцією Доммельданж призвело до будівництва нового металургійного заводу. Багато будівель в Домельданжі і сьогодні нагадують про промислове минуле Люксембургу.

## Населення
Станом на кінець 2019 року населення району Доммельданж становило 2671 особу, з яких 783 особи, або 29,31 %, становили люксембуржці і 1888 осіб, або 70,69, % — іноземці, в тому числі 10 осіб вихідців з України при 373 вихідцях з України, що проживали в цілому у Люксембурзі.:25, 59 Для населення харектерним є постійне зростання.
| № п/п         | Країна походження | Країна походження | Кількість, осіб | %     |
| ------------- | ----------------- | ----------------- | --------------- | ----- |
| 1             | Люксембург        | Люксембург        | 783             | 29,31 |
| 2             | Франція           | Франція           | 376             | 14,08 |
| 3             | Португалія        | Португалія        | 222             | 8,31  |
| 4             | Німеччина         | Німеччина         | 150             | 5,62  |
| 5             | Бельгія           | Бельгія           | 149             | 5,58  |
| 6             | Італія            | Італія            | 133             | 4,98  |
| 7             | КНР               | КНР               | 78              | 2,92  |
| 8             | Греція            | Греція            | 65              | 2,43  |
| 9             | Велика Британія   | Велика Британія   | 58              | 2,17  |
| 10            | Польща            | Польща            | 46              | 1,72  |
|               | Інші              | Загалом           | 611             | 22,88 |
| з них Україна | Інші              | 10                | 0,37            |       |

| Рік                       | 2012 | 2013 | 2014 | 2015 | 2016 | 2017 | 2018 |
| ------------------------- | ---- | ---- | ---- | ---- | ---- | ---- | ---- |
| Кількість населення, осіб | 1915 | 2160 | 2291 | 2470 | 2558 | 2579 | 2587 |

## Виноски
1. ↑  https://www.vdl.lu/sites/default/files/media/document/Etat%20de%20la%20population%202022_0.pdf
2. 1 2  https://maps.vdl.lu/
3. 1 2 3  État de la population 2019 - Statistiques sur la population de la Ville de Luxembourg (PDF). www.vdl.lu. Administration communale de la Ville de Luxembourg. Архів оригіналу (PDF) за 6 вересня 2020. Процитовано 15 січня 2021. (фр.)
4. 1 2 3 4 5  Dommeldange. www.vdl.lu. Administration communale de la Ville de Luxembourg. Архів оригіналу за 21 січня 2021. Процитовано 15 січня 2021. (фр.)
5. ↑   Edwards, K. C. Historical Geography of the Luxembourg Iron & Steel Industry: Presidential Address. Transactions and Papers (Institute of British Geographers), no. 29, 1961, pp. 1–16. (англ.)